# Abrochia atridorsata
Abrochia atridorsata är en fjärilsart som beskrevs av George Francis Hampson 1909. Abrochia atridorsata ingår i släktet Abrochia och familjen björnspinnare. Inga underarter finns listade i Catalogue of Life.